# مرسدس دورتی
مرسدس دورتی (انگلیسی: Mercedes Doretti؛ زادهٔ ۱۹۵۹) انسان‌شناس پزشکی قانونی اهل آرژانتین است. وی در زمینه یافتن شواهد جنایات علیه بشریت فعالیت دارد. در سال ۲۰۱۶ نام وی در فهرست ۱۰۰ زن بی‌بی‌سی قرار گرفت.